# Jeanne Baret
Jeanne Baret o Jeanne Barret (La Comelle, França, 27 de juliol del 1740-Saint-Aulaye, Breuilh, França, 5 d'agost del 1807) va ser una botànica francesa, la primera dona a circumnavegar el món. Jeanne Baret es va unir a l'expedició disfressada d'home, anomenant-se a si mateixa Jean Baret. Es va allistar com a ajudant de cambra i ajudant del naturalista de l'expedició, Philibert Commerçon (o Commerson), poc abans que les naus de Louis Antoine de Bougainville salpessin de França.

## Joventut
Al seu registre de baptisme consta com a filla legítima de Jean Baret i Jeanne Pochard. El seu pare s'identifica com a jornaler, i és plausible que hagués sigut analfabet, ja que no va signar el registre de la parròquia.
Res definitiu se sap de la infància i l'adolescència de Baret. Més tard ella va dir a Bougainville que havia quedat òrfena i havia perdut la seva fortuna en una demanda abans de disfressar-se d'home. Si bé podria haver estat òrfena donades les baixes expectatives de vida de l'època, diversos historiadors coincideixen que altres detalls de la història que va donar a Bougainville eren una invenció per protegir Commerson de la complicitat amb la seva disfressa. Borgonya era en aquell moment una de les províncies més endarrerides de França en termes de situació de les classes camperoles, i és probable que la família de Baret fos bastant pobra. Un dels misteris de la vida de Baret és com va obtenir almenys els rudiments d'una educació, ja que la seva signatura en els documents legals posteriors proporciona evidència que no era analfabeta. Un dels seus biògrafs, Glynis Ridley, suggereix que la seva mare potser havia estat de procedència hugonota, un grup que va tenir una major tradició d'alfabetització. Un altre biògraf, John Dunmore, suggereix que potser havia estat educada pel rector, o presa com un cas de caritat per un membre de la noblesa local.

## Relació amb Commerson
En algun moment entre 1760 i 1764, Baret va trobar feina com a mestressa de casa per Commerson, que s'havia instal·lat a Toulon-sur-Arroux, a uns 20 quilòmetres al sud de La Comelle, després del seu matrimoni el 1760. L'esposa de Commerson, que era la germana del rector, va morir poc després de donar a llum un fill a l'abril de 1762 i el més probable és que Baret es fes càrrec de la gestió de la casa de Commerson en aquest moment.
També és evident que Baret i Commerson van compartir una relació més personal, per la qual Baret va quedar embarassada el 1764. La legislació francesa d'aquell temps requeria a les dones que quedaven embarassades fora del matrimoni a obtenir un "certificat d'embaràs" en el qual podien nomenar el pare del seu fill no nascut. El certificat de Baret, d'agost de 1764, encara existeix; va ser presentat en un poble a 30 km de distància, i en van ser testimonis dos homes que igualment havien viatjat una distància considerable de les seves llars. Ella es va negar a donar el nom del pare del seu fill, però els historiadors no dubten que es tractava de Commerson, i que va ser Commerson qui també va fer els arranjaments amb l'advocat i els testimonis a favor seu.
Poc després Baret i Commerson es van traslladar junts a París, on va continuar en el paper de la mestressa de casa. Baret aparentment va canviar el seu nom a "Jeanne de Bonnefoy" durant aquest període. Al seu fill, nascut al desembre de 1764, se li va donar el nom de Jean-Pierre Baret. Baret va donar el nen a l'Hospital de nens trobats de París i de seguida es va col·locar amb una mare adoptiva, però va morir l'estiu de 1765.

## Expedició al voltant del globus
El 1765, Philibert Commerson va ser convidat a unir-se a l'expedició de Bougainville. Va vacil·lar a acceptar perquè sovint es trobava en mal estat de salut; i va requerir l'assistència de Baret com a infermera, i per al funcionament de la casa i la gestió de les seves col·leccions i documents. El seu nomenament li va permetre un servent, pagat com a despesa real, però en aquell temps les dones estaven totalment prohibides en vaixells de l'Armada francesa. En algun moment es va concebre la idea de disfressar Baret d'home amb la finalitat d'acompanyar Commerson.
Per evitar l'escrutini, es va unir a l'expedició immediatament abans que el vaixell salpés pretenent ser un estrany per a Commerson. Abans de sortir de París, Commerson va redactar un testament en el qual deixava a "Jeanne Baret, conegut com el Bonnefoi, el meu majordom", una suma global de 600 lliures, juntament amb els salaris deguts i els mobles del seu apartament de París. Per tant, mentre que la història que Baret va inventar per explicar la seva presència a bord del vaixell va ser dissenyada per protegir Commerson, hi ha evidència documental clara de la seva relació anterior, i és molt improbable que Commerson no en fos còmplice, sinó la va planificar ell mateix.
Així, el 1766, Jeanne Baret es va embarcar com a assistent del botànic Philibert Commerson en la primera circumnavegació francesa del món, en la qual es va realitzar un catàleg d'espècies de tot el planeta.
Encara que embarcada d'incògnit, el 1768 finalment va ser descoberta la seva condició de dona i va ser obligada a desembarcar a l'illa Maurici amb Commerson, que moriria allí el 1773.
La parella de botànics va recollir més de 6.000 mostres d'espècies vegetals dels llocs que van visitar: Brasil, l'estret de Magallanes, les illes Madagascar, Tahití i Maurici. Entre les contribucions de Jeanne Baret es troba la primera descripció de la vinya.
A la seva tornada d'illa Maurici, Jeanne va portar les mostres botàniques de Commerson, 30 caixes que contenien més de 5.000 espècies, incloent 3.000 descrites com a noves.

## Vida posterior
Sola i sense recursos, Jeanne va obrir un cabaret a Port Louis. Va conèixer un oficial naval francès, natural de Perigord, Jean Dubernat, amb qui es va casar el 17 de maig de 1774 a la catedral de St. Luis. La parella va tornar a França, completant així la volta al món. No hi ha registres de quan exactament Baret i el seu marit van arribar a França, acabant així el seu viatge de circumnavegació. El més probable és que fos en algun moment de 1775. L'abril del 1776, va rebre els diners que se li devien a ella per part de Commerson després d'implicar directament el fiscal general. Amb aquests diners, es va instal·lar amb Dubernat al seu poble natal de Sant- Aulaye, on es va establir com a ferrer.
El 1785, a Baret se li va concedir una pensió de 200 lliures a l'any pel Ministeri de Marina del rei Lluís XVI, que va reconèixer els seus mèrits com a assistent del botànic i la va felicitar pel seu bon comportament, descrivint-la com a "dona extraordinària". Aquesta pensió se li va abonar a partir de l'1 de gener de 1785.
Va morir a Saint Aulaye el 5 d'agost de 1807 a l'edat de 67 anys.
Malgrat les seves contribucions científiques, la història la va mantenir durant segles apartada de tot reconeixement per la seva labor i només era recordada com a amant de Commerson.

## Llegat i controvèrsia
Commerson va anomenar moltes de les plantes que va recollir en honor d'amics i coneguts. Un d'ells, un arbust d'alçada, amb fulles de color verd fosc i flors blanques que va trobar a Madagascar, el va anomenar Baretia bonafidia. Però el nom de Commerson per a aquest espècimen no va sobreviure, ja que ja havia estat nomenat en el moment que els seus informes van arribar a París, es coneix actualment com Turraea. Mentre que més de setanta espècies s'anomenen en honor de Commerson, només Solanum baretiae honora Baret.
Durant molts anys, el diari publicat per Bougainville, un popular èxit de vendes en el seu dia, en la traducció a l'anglès, així com l'original en francès, va ser l'única font d'informació sobre Baret. Estudis més recents han descobert fets addicionals i documentació sobre la seva vida, però gran part de la nova informació va romandre poc coneguda i inaccessible per al públic en general, sobretot fora de França. La primera biografia en anglès de Baret, per John Dunmore, no es va publicar fins al 2002, i només a Nova Zelanda. Altres articles van aparèixer només en les revistes especialitzades. La biografia de Baret publicada el 2010 per Glynis Ridley, la descoberta de Jeanne Baret, va acostar Baret a un públic més ampli i va ajudar a revertir alguns dels vells conceptes erronis sobre la seva vida. No obstant això, la biografia de Ridley també ha estat molt criticada per alguns crítics, per algunes especulacions que no han estat corroborades per altres fonts primàries o secundàries.
El biòleg Eric Tepe, de la Universitat de Utah i la Universitat de Cincinnati, ha honrat el seu record, aplicant el seu nom a una nova espècie vegetal recentment descoberta, Solanum baretiae, de la família Solanaceae, emparentada amb la patata.
Altres espècies que han rebut el nom de Baret són:
- (Araliaceae) Polyscias baretiana Bernardi[8]
- (Asteraceae) Chrysanthemum barretii Costa ex Menezes[9]
- (Crassulaceae) Sempervivum barretii Menezes[10]